# Bertha Brouwerová
Bertha „Puck“ Brouwerová (od roku 1953 van Duyneová, 29. října 1930 – 6. října 2006) byla nizozemská sprinterka.
Brouwerová dosáhla svého prvního mezinárodního výsledku v roce 1950, kdy získala stříbrnou medaili na mistrovství Evropy na 4 × 100 metrů vedle Fanny Blankersové-Koenové. Další stříbrnou medaili získala v roce 1954, když skončila druhá na 100 m na mistrovství Evropy v Bernu. Byla také členem nizozemského týmu na letních olympijských her 1956, nicméně Nizozemci se rozhodli bojkotovat hry a van Duyneová, musela odcestovat domů.